# Supjan Abdułłajew
Supjan Minkaiłowicz Abdułłajew (ur. 8 listopada 1956 roku w Kazachstanie, zm. 28 marca 2011 w Lesie Sunżeńskim) – czeczeński polityk i partyzant, bliski współpracownik prezydenta Czeczenii Asłana Maschadowa, wiceminister bezpieczeństwa, a następnie minister finansów w jego rządzie. Po wybuchu II wojny czeczeńskiej stał się głównym ideologiem wahhabizmu na terenie północnego Kaukazu.
Współpracował z samozwańczym prezydentem Czeczeńskiej Republiki Iczekrii - Doku Umarowem, którego był zastępcą w strukturach partyzanckich. Był mianowany wiceprezydentem Czeczenii i nominowany na to stanowisko 19 marca 2007 roku przez Umarowa po tym, jak zginął pełniący wcześniej tę funkcję Szamil Basajew. Abdułłajew był dowódcą brygady Dżundullah (ar. 'Armia Boga') i członkiem dowództwa powietrznego oraz czeczeńskiego ruchu oporu. Brał udział w ataku na Dagestan, odpowiada za koordynację działań wojennych z mudżahedinami dowodzonymi przez emira mudżahedinów Muhannada. Przez Rosjan uznawany za terrorystę.
Poległ w akcji sił specjalnych Federalnej Służby Bezpieczeństwa, Ministerstwa Spraw Wewnętrznych i Ministerstwa Obrony wspieranych przez lotnictwo skierowanej przeciwko partyzantom Doku Umarowa w Lesie Sunżeńskim na pograniczu Inguszetii, Czeczenii i Osetii Północnej. W akcji zginęło łącznie 17 partyzantów.